# St. Johns (Míchigan)
St. Johns es una ciudad ubicada en el condado de Clinton en el estado estadounidense de Míchigan. Es sede del condado de Clinton. En el Censo de 2010 tenía una población de 7865 habitantes y una densidad poblacional de 784,47 personas por km².

## Geografía
St. Johns se encuentra ubicada en las coordenadas 43°0′3″N 84°33′21″O / 43.00083, -84.55583. Según la Oficina del Censo de los Estados Unidos, St. Johns tiene una superficie total de 10.03 km², de la cual 10.03 km² corresponden a tierra firme y (0%) 0 km² es agua.

## Demografía
Según el censo de 2010, había 7865 personas residiendo en St. Johns. La densidad de población era de 784,47 hab./km². De los 7865 habitantes, St. Johns estaba compuesto por el 93.95% blancos, el 1.41% eran afroamericanos, el 0.62% eran amerindios, el 0.53% eran asiáticos, el 0.05% eran isleños del Pacífico, el 1.16% eran de otras razas y el 2.28% pertenecían a dos o más razas. Del total de la población el 4.55% eran hispanos o latinos de cualquier raza.